# Jobbágyrendelet

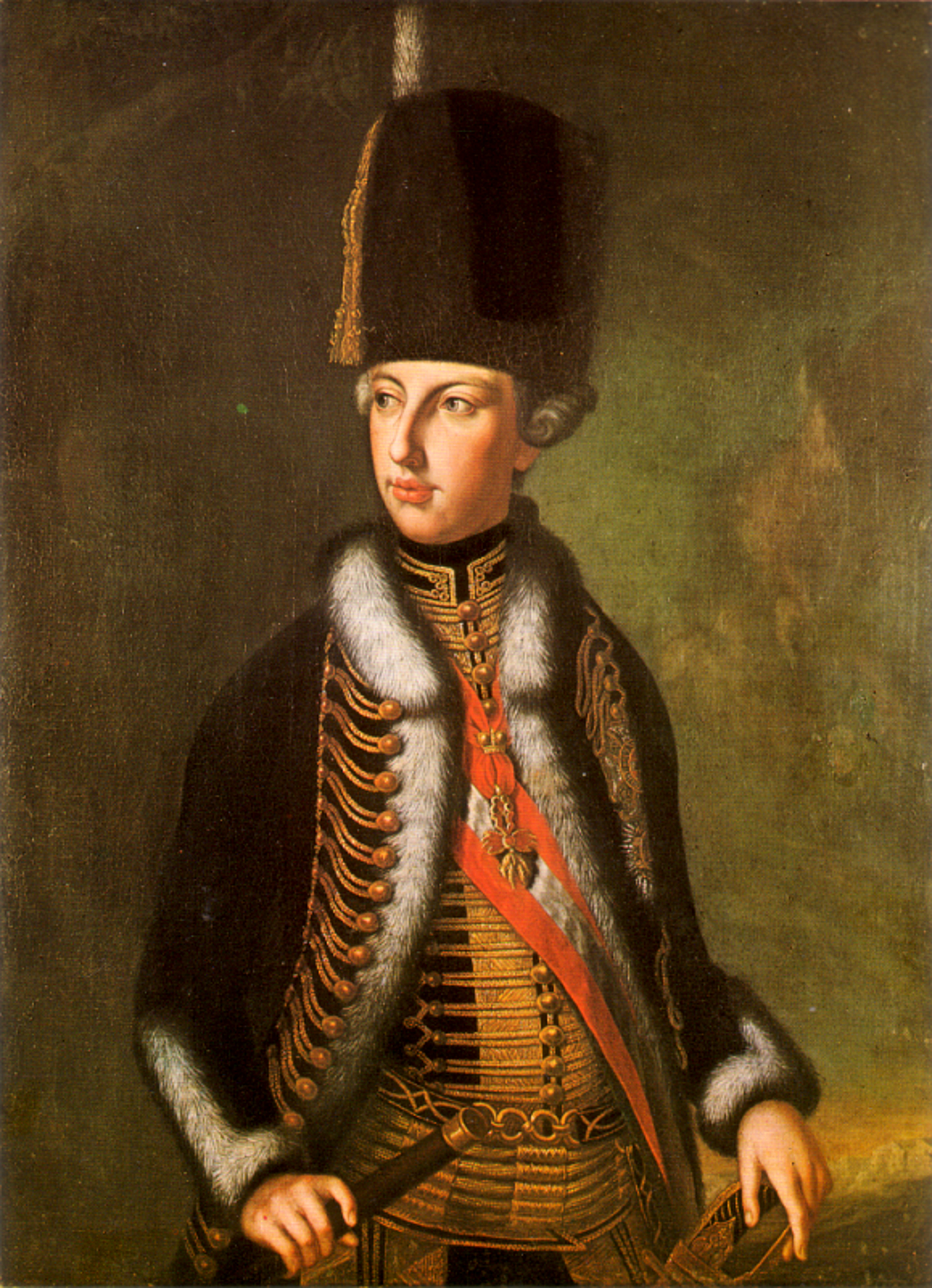
II. József arcképe

A jobbágyrendeletet II. József magyar király adta ki 1785. augusztus 22-én. A rendelet közvetlen előzménye az 1784-es erdélyi parasztfelkelés volt. A román jobbágyok felkeltek földesuraik ellen a nagy adóterhek miatt, és ez nyilvánvalóvá tette II. József számára, hogy a rend megteremtése érdekében szükség van a jobbágyok sorsának javítására.
A rendelet értelmében az örökös jobbágyság intézménye megszűnt, továbbá eltiltotta a jobbágy megnevezést és a parasztok jogait jelentősen megnövelte. Így a parasztok szabadon házasodhattak és költözhettek, nem lehetett őket telkük használatában zavarni, törvénytelenül nem űzhették el őket, ingóságaikkal szabadon rendelkezhettek, szabadon járhattak iskolába és tanulhattak választásuk szerint mesterséget, valamint peres ügyeikben a vármegyétől kaphattak ügyvédi segítséget. A földesúr nem kötelezhette munkára a jobbágyokat nemesi telkén és saját házában, a jobbágy szabad akaratából vállalhatott nála munkát.
A rendeletet több alkalommal is kiegészítették, új rendelkezéseket érvénybe léptetve. 1786. június 22-én II. József megtiltotta a jobbágyok megbotozását a földesuraknak, szeptember 26-án pedig elrendelte, hogy a fő állami szerveknél állandóan legyen 1-1 ügyvéd a jobbágyok érdekeinek védelmére. November 1-jén új intézkedésként kötelezővé tette a tized és a kilenced beszedését az aratást követő 1 napon belül, hogy a betakarított terményt minél kevesebb kár érje. 1787. február 15-én a jobbágyok jogi képviseletét az állami ügyvédek kötelességévé tette. A rendelkezések nem sokat változtattak a jobbágyi szolgáltatásokon, így gazdaságilag nem javította számottevően a jobbágyok helyzetét, ám életviszonyaik jelentősen javultak a korábbihoz képest.